# Riederich
Riederich ist eine Gemeinde etwa zehn Kilometer nordöstlich von Reutlingen in Baden-Württemberg. Sie gehört zur Region Neckar-Alb und zur europäischen Metropolregion Stuttgart. Zur Gemeinde Riederich gehören außer dem gleichnamigen Dorf Riederich keine weiteren Ortschaften.

## Geographie

### Lage
Die Gemeinde liegt im Ermstal.

### Nachbargemeinden
Folgende Städte und Gemeinden grenzen an die Gemeinde Riederich, sie werden im Uhrzeigersinn beginnend im Norden genannt und gehören zum Landkreis Reutlingen bzw. zum Landkreis Esslingen¹:
Bempflingen¹, Grafenberg, Metzingen, Reutlingen-Mittelstadt und Reutlingen-Reicheneck.

### Schutzgebiete
Riederich hat insgesamt sieben Naturdenkmale. Der Hofwald im äußersten Südwesten der Gemarkung gehört zum FFH-Gebiet Albvorland bei Mössingen und Reutlingen.

## Geschichte

### Überblick
Auf der Gemarkung wurden Funde aus der Jungsteinzeit gemacht, die auf eine Siedlung schließen lassen. Ein römischer Heerweg verlief zwischen Bempflingen und Riederich. Der heutige Ort wurde vermutlich von den Alemannen gegründet; urkundlich wurde Riederich erstmals 1097 erwähnt, dessen Gemarkung damals im Herzogtum Schwaben lag. Über die Grafen von Achalm geriet Riederich bereits im ausgehenden 13. Jahrhundert an die Grafschaft Württemberg. Im Bauernkrieg beteiligten sich Riedericher beim Aufstand des Armen Konrads mit. Während des Dreißigjährigen Kriegs wurde Riederich zu zwei Dritteln zerstört.
Im späten 19. Jahrhundert wanderten zahlreiche Familien nach Nordamerika aus. 1860 wurde der Ort zur selbständigen Pfarrei erhoben. 1906 wurde Riederich ans Stromnetz gebunden. Bei der Reichstagswahl von 1933 gingen 62,2 % der Stimmen an die NSDAP und 22,5 % an die KPD.
Nach dem Zweiten Weltkrieg gehörte der Ort zur Französischen Besatzungszone und somit zum neu gegründeten Land Württemberg-Hohenzollern, das 1952 im jetzigen Bundesland Baden-Württemberg aufging. In den 1990er Jahren begann man mit der Ortskernsanierung. 1997 feierte man das 900-jährige Ortsbestehen.

### Verwaltungszugehörigkeit
Der Ort gehörte zu Zeiten des Herzogtums Württemberg zum Unteramt Metzingen des Amtes Urach. Bei der Umsetzung der neuen Verwaltungsgliederung im 1806 gegründeten Königreich Württemberg wurde die Zugehörigkeit Riederichs zum Oberamt Urach festgeschrieben. Durch die Kreisreform während der NS-Zeit in Württemberg 1938 kam der Ort an den Landkreis Reutlingen.

### Einwohnerentwicklung
Die Einwohnerzahlen sind Volkszählungsergebnisse (¹) oder amtliche Fortschreibungen des Statistischen Landesamtes (nur Hauptwohnsitze).
| Datum                | Einwohner |
| -------------------- | --------- |
| 1. Dezember 1871 ¹   | 799       |
| 1. Dezember 1900 ¹   | 918       |
| 17. Mai 1939 ¹       | 1.058     |
| 13. September 1950 ¹ | 1.234     |
| 6. Juni 1961 ¹       | 1.897     |
| 27. Mai 1970 ¹       | 2.641     |
| 25. Mai 1987 ¹       | 3.963     |
| 31. Dezember 1991    | 4.307     |
| 31. Dezember 1995    | 4.294     |
| 31. Dezember 2000    | 4.285     |
| 31. Dezember 2005    | 4.319     |
| 31. Dezember 2010    | 4.243     |
| 31. Dezember 2015    | 4.376     |
| 31. Dezember 2020    | 4.345     |

## Religionen
Riederich gehörte lange als Filial zur Kirchengemeinde Bempflingen. Da diese zum Kloster Denkendorf gehörte, konnte die Reformation in Riederich erst nach dessen Säkularisation eingeführt werden. 1860 wurde Riederich eigenständige Pfarrei. Auch heute ist Riederich noch überwiegend evangelisch-lutherisch geprägt. Die heutige evangelische Kirchengemeinde Riederich gehört zum Kirchenbezirk Bad Urach-Münsingen der Evangelischen Landeskirche in Württemberg.
Für die Katholiken ist die römisch-katholische Gemeinde in Metzingen zuständig, die zum Dekanat Reutlingen-Zwiefalten der Diözese Rottenburg-Stuttgart gehört.

## Politik

### Verwaltungsgemeinschaft
Die Gemeinde Riederich ist Mitglied in der vereinbarten Verwaltungsgemeinschaft mit Metzingen und Grafenberg.

### Gemeinderat
Der Gemeinderat von Riederich umfasst 14 gewählte Mitglieder, deren Amtszeit fünf Jahre beträgt, sowie den Bürgermeister als ebenfalls stimmberechtigten Vorsitzenden. Bei der letzten Wahl am 9. Juni 2024 trat als einzige Gruppierung die Bürgerliste Riederich an, deren Kandidierende insgesamt 99,8 Prozent der Stimmen auf sich vereinen konnten und von der daraufhin die 14 Kandidierenden mit den meisten Stimmen in den Gemeinderat einzogen. Die übrigen 0,2 Prozent der Stimmen entfielen auf andere Einzelbewerber, von denen niemand ein Mandat erringen konnte. Die Wahlbeteiligung betrug 59,4 Prozent.

### Bürgermeister
Der Bürgermeister wird für eine Amtszeit von acht Jahren gewählt. Die derzeitige Amtszeit von Tobias Pokrop endet 2029.
- 1951–1989: Alfred Barner
- 1989–2013: Klaus Bender
- seit 2013: Tobias Pokrop

### Wappen
| Wappen der Gemeinde Riederich | Blasonierung: „In Grün zwischen zwei goldenen (gelben) Schrägbalken drei goldene (gelbe) Garnspindeln aneinander.“ |
| Wappen der Gemeinde Riederich | Wappenbegründung: Auf Grund eines Vorschlags der Archivdirektion Stuttgart vom 6. November 1924 nahm die Gemeinde eine Abwandlung des apokryphen Wappens der Grafen von Achalm (vergleiche das Wappen des Landkreises Reutlingen) an. Nach Verzicht auf die goldenen Sterne blieb vom letzteren der grüne Schild mit den beiden goldenen Schrägbalken, die im Gemeindewappen an die frühere Zugehörigkeit zur Grafschaft Achalm erinnern. Auf die jetzige Industrie- und Pendlergemeinde, insbesondere auf die ortsansässige Textilindustrie, beziehen sich die drei goldenen Garnspindeln. Das Wappen wurde – gemeinsam mit der Flagge – am 30. August 1974 durch das Innenministerium verliehen. |

## Kultur, Sehenswürdigkeiten und Natur

### Musik
- Musikverein Riederich, gegründet am 18. November 1950[8]
- Sängerbund Riederich, gegründet 1877[8]

### Vereine
- Feuerwehr 1880 gegründet, 1928 in Freiwillige Feuerwehr umgebildet[8]
- TSV Riederich, gegründet 1897[8]

### Bauwerke
- Die evangelische Auferstehungskirche wurde 1958 vom Reutlinger Architekt Manfred Wizgall erbaut. Dabei wurde der Turm der romanischen Vorgängerkirche beibehalten, ferner auch ein Teil der Nordwand mit damals freigelegten Fresken, entstanden um das Jahr 1450.[9] Der Künstler Wilhelm Pfeiffer (Tübingen-Hirschau, 1918–1991) schuf zum neuen Kirchennamen das  Sgraffito über der Südtür (Auferstandener mit Grabesengel und Maria Magdalena), dazu das Steinrelief über dem Haupteingang (Heimkehrender „verlorener“ Sohn). Auch der Glaskünstler Adolf Valentin Saile thematisierte den Kirchennamen im Chorfenster.
- Alte Post in Riederich, erbaut zwischen 1703 und 1708

## Wirtschaft und Infrastruktur

### Verkehr
Riederich ist durch die Bundesstraße 312 (Stuttgart - Reutlingen – Berkheim) an das überregionale Straßennetz angebunden.
Die Neckar-Alb-Bahn führt direkt am Ortsrand entlang, hat dort aber keinen Haltepunkt.
Über Alltagsradrouten aus dem Radnetz Baden-Württemberg ist Riederich 
- über Metzingen mit Reutlingen und
- über Bempflingen, Neckartenzlingen und Neckartailfingen
  - mit Nürtingen und
  - mit Filderstadt verbunden.

Ebenfalls durch den Ort verläuft der Württemberger Weinradweg, ein Radfernweg von Rottenburg am Neckar nach Niederstetten. 

### Bildung
Mit der Gutenbergschule besteht eine Grundschule. Für die jüngsten Einwohner gibt es drei gemeindliche Kindergärten.

### Ver- und Entsorgung
Das Strom- und Erdgasnetz in der Gemeinde wird von der FairEnergie GmbH betrieben, einem Tochterunternehmen der Stadtwerke Reutlingen GmbH und der EnBW Kommunale Beteiligungen GmbH.
Zur Wasserversorgung dienten in Riederich bis zum Jahr 1928 Schöpfbrunnen, private und zudem zwei öffentliche Pumpbrunnen. Im Frühjahr 1928 konnte die erste zentrale Wasserversorgung in Betrieb genommen werden. Heute besteht das Trinkwasser aus 35 Prozent Eigenwasser aus dem Tiefbrunnen Burris und 65 Prozent Bezug von der Bodensee-Wasserversorgung. Die Mischung erfolgt im Hochbehälter Neubruch.
Der Zweckverband Abwasserreinigung Bempflingen-Riederich betreibt eine gemeinsame Kläranlage für die Abwasserentsorgung der Gemeinden Bempflingen und Riederich.